# Svartsjömyren
Svartsjömyren är ett naturreservat i Strängnäs kommun i Södermanlands län.
Området är naturskyddat sedan 2008 och är 21 hektar stort. Reservatet är ett våtmarksområde bestående av en liten sjö, Svartsjön, med omgivande kärr- och mossmarker, med två tallmossar. 